# José Manuel Díaz Fernández
|  | Per a altres significats, vegeu «José Manuel Díaz». |

José Manuel 'Manolo' Díaz Fernández (Madrid, 30 d'agost de 1968) és un exfutbolista espanyol que va jugar com a davanter, i posteriorment entrenador de futbol.

## Carrera futbolística
Díaz va començar la seva carrera com a entrenador al juvenil del Reial Madrid, deixant el club el 2006 després de l'arribada del nou president Ramón Calderón. Després d'un període breu a Mèxic va retornar a Espanya, i va ser fixat pel CDA Navalcarnero l'estiu de 2008.
Un any més tard, després del retorn de Florentino Pérez com a president, Díaz va ser nomenat entrenador del Reial Madrid C. El 2011–12 va liderar l'equip fins al segon lloc en la temporada regular, i malgrat perdre en els play-offs, va assolir la promoció a Segona Divisió B a causa de descensos administratius.
El 19 de novembre de 2013, Díaz va reemplaçar el despatxat Alberto Toril a l'equip B. El seu primer partit amb el Reial Madrid Castella Club de Futbol fou quatre dies més tard, un 0–0 a casa contra el CD Numancia; finalment, va salvar-se de quedar últim a Segona divisió, després de guanyar 13 sobre 15 punts possibles al final, amb quatre victòries consecutives.
Díaz va retornar al Santiago Bernabéu el 24 de juny de 2017, sent fitxat com a coordinador del planter. A finals d'octubre de 2018, quan Santiago Solari va ser anomenat successor de Julen Lopetegui al primer equip, va reemplaçar l'anterior al Castilla.